# Psorotichia murorum
Psorotichia murorum är en lavart som beskrevs av A. Massal. Psorotichia murorum ingår i släktet Psorotichia och familjen Lichinaceae.   Inga underarter finns listade i Catalogue of Life.